# 17092 Sharanya
A 17092 Sharanya (ideiglenes jelöléssel 1999 JP21) a Naprendszer kisbolygóövében található aszteroida. A LINEAR projekt keretében fedezték fel 1999. május 10-én.